# Panetière

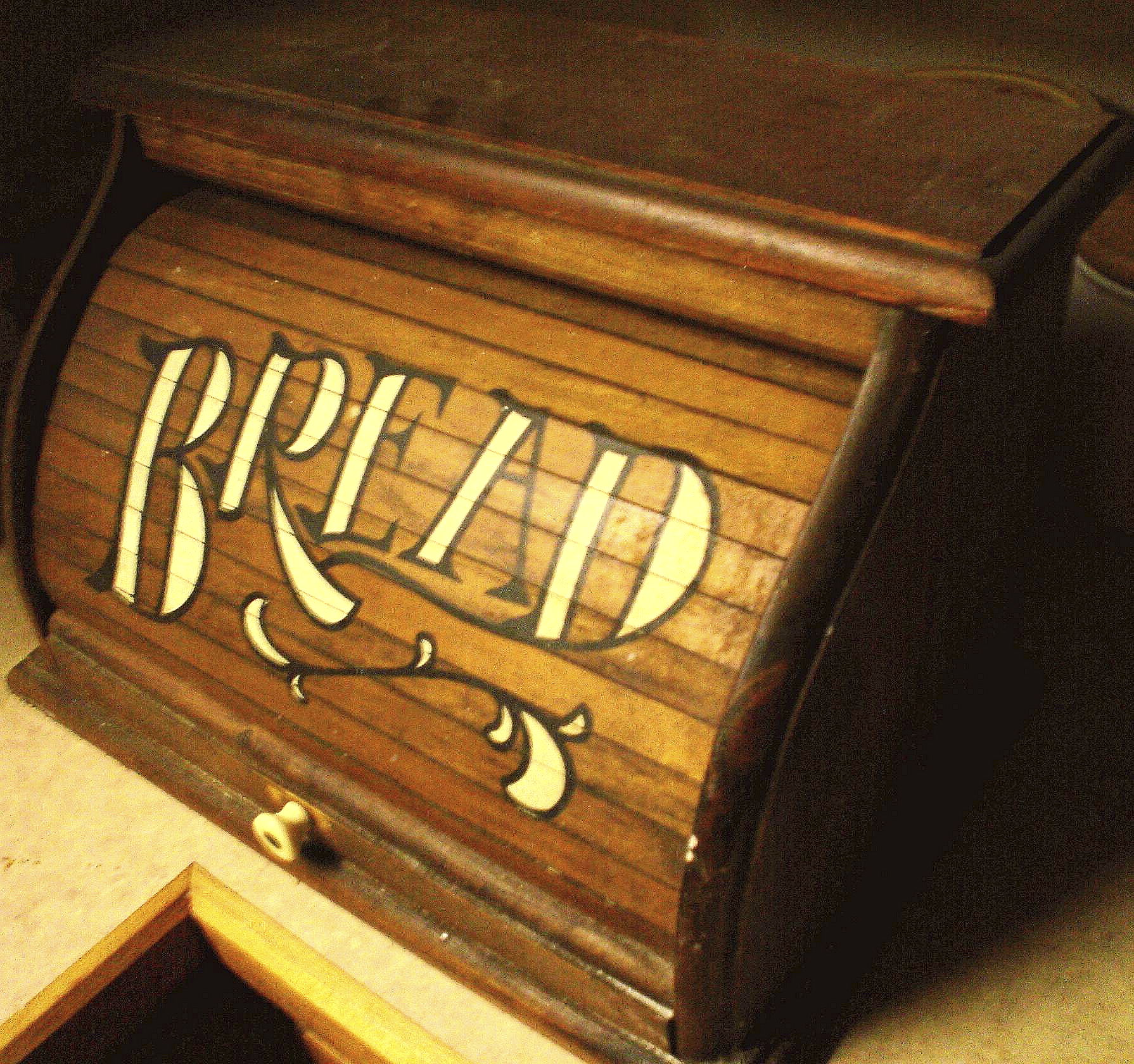
Panetière en bois.

Une panetière est une sorte d'armoire dans laquelle des miches ou des baguettes de pain sont stockées pour être conservées. Tombée quelque peu en désuétude de nos jours, son importance était la plupart du temps considérable dans les mobiliers régionaux.

## Historique
Elle est caractéristique de la France des siècles passés et ceci jusqu’après la Première Guerre mondiale, lorsque le pain, qui constituait l’élément principal des repas d’alors, était pétri, préparé et cuit par la famille, à la maison ou dans le four communal. Le pain n’était souvent préparé qu’une fois par semaine et devait donc être conservé dans les meilleures conditions.
On trouvait des panetières sur pied, posées sur un buffet bas ou souvent suspendues en applique contre un mur, pour être hors de portée des rats et des souris. Elle comportait deux ou trois panneaux à jours avec des grillages ou des colonnettes de bois tourné, afin de permettre la circulation de l’air et la meilleure conservation des miches de pain.
Les plus belles et les plus originales des panetières sont celles de Provence, qui ont influencé celles du Languedoc et du Dauphiné. À l’origine, les panetières étaient seulement une caisse de bois ajourée et posée directement sur le pétrin. Ce n’est qu’à partir du XVIIIe siècle que les fuseaux de bois tourné apparaissent et remplacent les barreaux grossiers des panneaux de bois. Sur certaines panetières, la façade commence à être équipée d’une porte par laquelle la maîtresse de maison pouvait introduire ou prendre le pain. 
C’est au XIXe siècle que l’art de la panetière va prendre son plus bel essor. Elle va être posée en applique et suspendue au mur, mais conservera toujours ses pieds. Une corniche apparaît sur le dessus toujours dans le prolongement des pieds. Une des caractéristiques de la panetière provençale sont les petites colonnes en bois sculpté ou tourné en forme de panache, parfois, terminées par une pièce en forme de gland ou d’olive. Ces petites pièces de bois se nomment, en général, « candelié », mais « mouchets » ou « plumets » du côté d’Avignon et « bobèches » du côté d’Arles.
Les panetières vont acquérir, dans le style provençal, une richesse des formes (planes ou bombées) et des décors :
- sculptures en épis de blé, d’oiseaux se becquetant, de grappes de fruits (style Louis XVI) ;
- sculptures denses et fines à base d’éléments végétaux, feuilles et fleurs (style fleuri) ;
- sculptures en creux ou avec des moulures linéaires se terminant par des boucles enroulées en forme de corne de bélier ou de coquillage (style de Fourques).

Dans les autres régions, hormis le Languedoc et le Dauphiné, le décor des panetières est beaucoup plus sobre, voire inexistant.
Au niveau du marché de l’art, les panetières les plus recherchées sont évidemment celles de Provence, avec des prix variant selon l’ancienneté du meuble, sa structure (bombée ou plane), la qualité et la densité du décor, l’état de conservation, la qualité et l’authenticité des ferrures.